# Door het land der Skipetaren
 Door het land der Skipetaren  is de door Fie Zegerius  vertaalde roman van Karl May met de titel: “Durch das Land der Skipetaren” uit 1892. Het is het vijfde deel dat zich afspeelt in het Turkse Rijk en naadloos aansluit op deel 4. Het boek beslaat slechts enkele dagen van de achtervolging van voortvluchtige misdadigers door het kwartet van Kara Ben Nemsi.

## Verhaal
Kara Ben Nemsi, Hadji Halef Omar, Oskar en Omar zitten vanuit Ostromdsja een groep van 4 mannen achterna die bestaat uit:
- Manach el Barsja de voormalige voortvluchtige belastingontvanger van Uskub.
- Baroed El Amasat, die ontsnapt is uit de gevangenis van Edirne.
- Een anonieme gevangenisbewaarder uit Edirne, die laatstgenoemde hielp ontsnappen.
- Mubarek, een plaatselijke heilige en een bedelaar en tot voor kort griffier van de rechtbank te Ostromdsja. Hij werd als ontmaskerde boef opgesloten in de gevangenis maar wist te ontsnappen.

Terwijl dit gezelschap vlucht richting Radoviš, geeft Kara Ben Nemsi nog een kogelproef in Ostromdsja. Hij giet kogels van bismut en kwik en ook van lood en bewijst de verzamelde bevolking onkwetsbaar te zijn voor kogels. Intussen heeft het boevenkwartet de hulp ingeroepen van de broers Sandar en Bybar Aladsjy, kortweg de Aladsjy’s genoemd. Deze twee zijn de beruchtste rovers uit de streek. Kara Ben Nemsi laat zijn paard Rih achter bij Hadji Halef Omar en weet als sjerif aan te pappen met de gevreesde broers en hoort hen uit. Bij het scheiden van hun wegen, na een mislukte overval op zijn drie reisgenoten, loopt hij een verstuikte linkervoet op, die hem het hele verhaal parten blijft spelen.
Op weg naar Radoviš herenigt Kara Ben Nemsi zich met de reisgenoten en hij leert de plaatselijke chirurg de techniek van het gipsverband. Ze menen de verblijfplaats van de gezochte opperleider “de Zjoet” op het spoor te zijn. Maar door de eigenaar van "de hut in de rotskloof", ene slager Tsjoerak, worden ze in de val gelokt en aldaar zelf opgesloten door hun 4 achtervolgers en de gebroeders Aladsjy. Ze breken al schietend uit naar boven hun vrijheid tegemoet, waarbij de slager  wordt gedood en de anonieme gevangenisbewaarder zwaar gewond raakt. Laatstgenoemde wordt vervolgens door Baroed El Amasat alsnog afgemaakt. Ook de mubarek raakt voor de tweede keer gewond in zijn arm. De eerste keer was bij zijn ontsnapping in Ostromdsja.
Een nieuw hinderlaag wordt gelegd in een bouwvallig kasteel van Moerad Haboelam, een broer van Manach el Barsja. Maar de vergiftiging met rattengif en een aanval op hun toren wordt doorzien en de achtervolgers vluchten verder naar het westen. Al puzzelend komt Kara Ben Nemsi erachter dat hij een fout heeft gemaakt bij de interpretatie van een geheimzinnige tekst. Het Arabische schrift herevaluerend komt hij tot “Karanirwan han” in plaats van “Karanorman han“. En via Nirwan komt hij tot de conclusie achter een Pers  aan te zitten. En dat is in die streken een bezienswaardigheid. De Zjoet wordt Kara Adsjem genoemd.
Hadji Halef Omar brengt zichzelf in levensgevaar door de gezochte voortvluchtige misdadigers in zijn eentje te besluipen.  Hij wordt ternauwernood ontzet door zijn metgezellen. Bij de verdere achtervolging van de boeven raken de achtervolgers in gevecht met een oude bruine beer. Het monster verscheurt de aldaar achtergebleven en al stervende mubarek. Na een kogel van Hadji Halef Omar weet Kara Ben Nemsi de beer met zijn mes te doden. Na de islamitische begrafenisplechtigheid van de mubarek vervolgt het kwartet hun achtervolgingstocht naar het Westen, richting de Adriatische Zee.